# Rupert Hoilette
Rupert L. Hoilette (* 24. Juni 1946 in Kingston; † 6. Oktober 2023 in Kingston) war ein jamaikanischer Sprinter, der sich auf den 400-Meter-Lauf spezialisiert hatte.
1963 gewann er bei den Panamerikanischen Spielen in São Paulo Bronze in der 4-mal-400-Meter-Staffel.
Bei den Olympischen Spielen 1964 in Tokio erreichte er über 400 m das Viertelfinale.
1966 holte er bei den Zentralamerika- und Karibikspielen über 400 m Silber. Bei den British Empire and Commonwealth Games in Kingston wurde er mit der jamaikanischen 4-mal-440-Yards-Stafette Vierter und schied über 440 Yards im Vorlauf aus.
Seine persönliche Bestzeit über 440 Yards von 46,6 s (entspricht 46,3 s über 400 m) stellte er 1966 auf.